# Kamijima
Kamijima (上島町, Kamijima-chō) est un bourg du district d'Ochi, dans la préfecture d'Ehime, au Japon.

## Géographie

### Démographie
Au 1er juillet 2014, la population de Kamijima s'élevait à 7 203 habitants répartis sur une superficie de 30,42 km2.

### Topographie
Kamijima est constitué de plusieurs îles de la mer intérieure de Seto.

## Histoire
La création du bourg de Kamijima date de 2004 après la fusion des anciens bourgs et villages d'Ikina, d'Iwagi, d'Uoshima et de Yuge.